# Quintetto della trota
Il Quintetto per pianoforte e archi in La maggiore detto La trota è un'opera di Franz Schubert. Nel catalogo Otto Erich Deutsch delle opere di Schubert porta il numero D. 667. L'opera fu composta nel 1819,
da uno Schubert ventiduenne e non venne pubblicata prima del 1829, un anno dopo la sua morte.
Piuttosto che un normale quintetto per pianoforte e quartetto d'archi, Schubert scrisse un pezzo per pianoforte violino, viola, violoncello e contrabbasso. Il compositore Johann Nepomuk Hummel riarrangiò il proprio settetto per lo stesso organico strumentale,
e il quintetto La trota venne eseguito dallo stesso gruppo di esecutori che suonarono il lavoro di Hummel.
L'opera è conosciuta come La trota poiché il quarto movimento è una variazione sul precedente Lied di Schubert Die Forelle ("La trota").
A quanto pare, il quintetto era stato scritto per Sylvester Paumgartner, di Steyr in Alta Austria, un ricco mecenate musicale e violoncellista dilettante, che aveva suggerito a Schubert di inserire una serie di variazioni sul Lied. Variazioni sulle melodie dei suoi Lieder si trovano in altre quattro opere di Schubert: nel quartetto La morte e la fanciulla, nelle variazioni per flauto e pianoforte "Trockne Blumen" (D. 802), nella Wanderer-Fantasie e nella Fantasia in do maggiore per violino e pianoforte (D. 934, "Sei mir gegrüßt").
La sestina di accompagnamento del brano viene utilizzata come motivo unificante in tutto il quintetto ed i relativi dati appaiono in quattro dei cinque movimenti - tutti tranne che nello scherzo. Come nella canzone, la linea è di solito introdotta dal pianoforte, in ordine crescente.

## Struttura e analisi
1. Allegro vivace in forma sonata. Come comune in opere di musica classica, l'esposizione si sposta dalla tonica alla dominante, tuttavia il linguaggio armonico di Schubert è innovativo, incorporando molti medianti e sopradominanti. Questo è evidente quasi dall'inizio del pezzo: dopo aver affermato la tonica per dieci battute, l'armonia si sposta bruscamente in Fa maggiore (la sopradominante bemolle) nell'undicesima battuta. La sezione di sviluppo inizia con un analogo spostamento brusco, da Mi maggiore (alla fine dell'esposizione) a Do maggiore. Il movimento armonico è lento in un primo momento, ma diventa più veloce verso il ritorno del primo tema, l'armonia modula in modo crescente di mezzi toni. La riproposizione inizia sulla sottodominante, rendendo inutile apportare modifiche di modulazione della transizione al secondo tema: un fenomeno frequente nei primi movimenti della forma sonata scritti da Schubert.[1] Si differenzia dall'esposizione solo omettendo le prime battute e un altro breve tratto, prima del tema di chiusura.
2. Andante in Fa maggiore (sopradominante della chiave principale dell'opera, La maggiore). Questo movimento è composto da due sezioni simmetriche, il secondo essendo una versione trasposta del primo, salvo alcune differenze di modulazione che permettono al movimento di terminare nella stessa chiave in cui è iniziato. Una caratteristica di questo movimento è la sua struttura tonale: la tonalità cambia cromaticamente, di semitono in ordine crescente, secondo lo schema seguente (alcune chiavi intermedie di minore significato strutturale sono state omesse): Fa maggiore - Fa diesis minore - Sol maggiore - La bemolle maggiore - La minore - Fa maggiore.
3. Scherzo - Presto. Questo movimento contiene anche tonalità medianti, come la fine del primo tratto dello scherzo, che è in Do maggiore - il mediante bemolle o relativo maggiore del parallelo minore (La minore).
4. Andantino - Allegretto in Re maggiore (sottodominante della chiave principale dell'opera), un tema e variazioni sul Lied di Schubert Die Forelle. Come tipico di altri movimenti con variazioni di Schubert (in contrasto con lo stile di Beethoven),[4] le variazioni non trasformano il tema iniziale in un altro tema musicale; piuttosto, si concentrano sulla decorazione melodica e in cambiamenti di umore. In ciascuna delle prime variazioni il tema principale è svolto da un diverso strumento o gruppo. Nella quinta variazione Schubert inizia con la sopradominante (Si bemolle maggiore), e crea una serie di modulazioni per poi tornare alla chiave principale del movimento, all'inizio della sesta variazione finale. Un processo simile si trova in tre delle composizioni successive di Schubert: nell'ottetto in fa maggiore D. 803 (quarto movimento), nella Sonata per pianoforte in la minore D. 845 (secondo movimento) e nell'Improvviso in re bemolle maggiore D. 935 No. 3. La variazione conclusiva è simile a quella del Lied originale, condividendo lo stesso accompagnamento caratteristico del pianoforte.
5. Allegro giusto. Il Finale è in due sezioni simmetriche, come il secondo movimento. Tuttavia, il movimento differisce da questo per l'assenza di un'inusuale cromatismo, e nella seconda sezione essendo un'esatta trasposizione del primo (salvo alcune modifiche di ottava). Un segno di ripetizione si trova nella prima sezione: se si aderisce meticolosamente alla musica, il movimento è composto da tre lunghe ripetizioni, quasi identiche dello stesso materiale musicale. Gli esecutori a volte scelgono di omettere la ripetizione della prima sezione. Anche se questo movimento non ha il cromatismo del secondo movimento, il suo disegno armonico è innovativo: la prima sezione si conclude in Re maggiore, la sottodominante. Questo è in contraddizione con l'estetica dello stile musicale classico, in cui il primo grande evento armonico in un brano musicale o movimento, è il passaggio dalla tonica alla dominante (o, più raramente, alla mediante o sopradominante - ma mai alla sottodominante).[5][6]

## Significato musicale
Rispetto ad altre importanti opere da camera di Schubert, come ad esempio gli ultime tre quartetti d'archi e il Quintetto per archi, il quintetto La trota è un lavoro piacevole, caratterizzato da una minore coerenza strutturale, in particolare nei suoi movimenti esterni e nell'Andante. Questi movimenti contengono ripetizioni insolitamente lunghe di materiale precedente, forse convertito, con poca o nessuna rielaborazione strutturale, e volto a generare un complessivo disegno unitario drammatico ("meccanico" nelle parole di Martin Chusid).
L'importanza del pezzo deriva principalmente dall'uso di un linguaggio armonico originale e innovativo, ricco di medianti e cromatismi, e dalle caratteristiche timbriche del pezzo. Per quanto riguarda quest'ultimo, il quintetto La trota ha una sonorità unica tra le opere da camera per pianoforte e archi, principalmente per effetto della parte del pianoforte, che per le parti sostanziali del pezzo si concentra sul registro più alto dello strumento, con entrambe le mani che suonano la stessa linea melodica ad un'ottava di differenza. Tale scrittura si verifica anche in altre opere da camera di Schubert, come nei trii per pianoforte, ma in misura molto minore.
Tale scrittura timbrica può aver influenzato le opere musicali romantiche di compositori come Frédéric Chopin, che ammiravano la musica di Schubert per pianoforte a quattro mani.
Il quintetto è la colonna sonora del film The Trout del 1969 del regista Christopher Nupen, con Itzhak Perlman, Pinchas Zukerman, Jacqueline du Pré, Daniel Barenboim e Zubin Mehta in una registrazione alla Queen Elizabeth Hall di Londra.